# Acoso (novela)
Acoso (en inglés: Disclosure) es una novela del escritor estadounidense Michael Crichton publicada en 1994. Es la decimonovena novela del autor, pero la novena publicada bajo su propio nombre. La trama se desarrolla en una empresa ficticia de fabricación de equipos informáticos y gira en torno a la lucha de su protagonista, Tom Sanders, por demostrar que fue acosado sexualmente por su empleadora.

## Sinopsis
Tom Sanders, ejecutivo a cargo de la división de fabricación de productos avanzados de la compañía DigiCom, espera ser ascendido para dirigir la división de productos avanzados tras la fusión de la empresa en la que trabaja con un sello editorial, pero dicho ascenso es otorgado finalmente a su exnovia, Meredith Johnson, quien se había mudado recientemente a Seattle desde la sede central de la empresa en Cupertino, California.
El mismo día de su ascenso, Meredith llama a Tom a su despacho, para supuestamente hablar sobre una nueva unidad de CD-ROM, pero en ese momento ella intenta reanudar su relación de forma agresiva, a pesar de la resistencia de Tom al respecto. Cuando este rechaza sus insinuaciones sexuales, Meredith jura airadamente que se va a vengar.
A la mañana siguiente, Tom descubre que Meredith ha tomado represaliasen su contra, levantando una acusación falsa de acoso sexual. El presidente de DigiCom, Bob Garvin, temiendo que el incidente pueda poner en peligro la fusión, insta al fiscal de la compañía, Phil Blackburn, a proponer el traslado de Tom a la sucursal de la empresa en Austin. Sin embargo, la división dirigida por Tom planea convertirse en una empresa de capital abierto después de la fusión y, de aceptar el traslado, perdería las opciones sobre acciones que podrían hacerlo rico. Además, los compañeros de Tom le tratan con animadversión, ya que han creído en la versión de Meredith.
Aparentemente sin opciones, Tom se pone en contacto con la abogada Louise Fernandez, quien decide tomar su caso. Tom amenaza con demandar a Meredith y a DigiCom por acoso sexual a no ser que Meredith sea despedida, poniendo en peligro la fusión así como su futuro en la empresa. Durante una mediación, Tom descubre que cuando llamó a uno de sus colegas, John Levin, para hablar sobre los problemas de la unidad de CD-ROM, la máquina contestadora de éste registró todo el incidente con Meredith. Él y Louise también descubrirían que los directivos de DigiCom sabían desde hacía tiempo que Meredith tenía un historial de insinuaciones inoportunas a compañeros de trabajo y que, sin embargo, no hicieron nada para detenerla. Enfrentada a la evidencia, DigiCom se ve obligada a llegar a un acuerdo por el que Meredith sería despedida, a la vez que Tom recuperaba su antiguo puesto.
A la noche, Tom recibe un correo electrónico de «un amigo» advirtiéndole que las cosas aún no han vuelto a la normalidad. Más tarde, escucha a Meredith y Phil planeando levantar el rumor de que Tom sería el responsable de ciertos defectos del proyecto de unidad de CD-ROM, dando así a DigiCom una excusa para despedirlo. Tom intentaría reunir evidencia para demostrar su inocencia, pero es incapaz de acceder a la base de datos de la empresa, ya que Meredith ha revocado sus permisos, pero elude dicho bloqueo haciendo uso de un prototipo de máquina de realidad virtual destinada a la visualización de datos. Así descubre que Meredith modificó las especificaciones de control de calidad en la planta de fabricación de la unidad ubicada en Malasia, siendo dichos cambios, que aparentemente buscaban apaciguar las exigencias del gobierno y reducir los costes de producción, los que provocaron los defectos. Con la ayuda de uno de sus colegas en Malasia, Tom consigue reunir evidencia suficiente para dejar a Meredith y Phil contra la espada y la pared, lo que llevaría al despido de ambos. Sin embargo, la fusión no se lleva a cabo, Tom no recibe su ascenso y el epílogo de la novela afirma que tanto Phil como Meredith terminaron por encontrar trabajos mucho mejores en otros sitios.

## Temas centrales
El tema principal es el acoso sexual. Según Crichton, el relato se encuentra basado en la historia real de un empleado varón que es acosado sexualmente por una ejecutiva, invirtiendo los roles de género esperados. En una entrevista de 1994, Crichton afirmó que un caso de 1988 sirvió como base de la historia.
El libro plantea el tema del abuso de poder, en particular, en su relación con el género. En una entrevista, Crichton afirmó: «No esperaría que a medida que las mujeres accedan a puestos de poder se comporten de forma sustancialmente distinta a los hombres, lo que sugeriría, a mi modo de ver las cosas, que un cierto número de personas en puestos de poder abusarán de diversas formas de sus subordinados».
Además, la obra viene a plantear una preocupación por la presión que las estructuras jerárquicas pueden ejercer sobre el comportamiento humano en organizaciones complejas. «La realidad de las estructuras jerárquicas —según Crichton— es que la jerarquía determina fuertemente el comportamiento del individuo dentro de esa jerarquía. Ninguno de los que formamos parte de una estructura jerárquica contamos con algún grado considerable de flexibilidad. Por eso, la idea de que se producirán cambios importantes porque alguien de distinto sexo tome el mando, creo que es una simple quimera».
El libro ha sido caracterizado tanto como posfeminista, como antifeminista. Crichton ofrecería una refutación al respecto al final de la novela, afirmando que una historia con «inversión de roles» ofrece aspectos del tema difíciles de vislumbrar con una protagonista femenina.

## Recepción
El libro se convirtió en un superventas, llegando a estar en la primera posición de la lista de superventas del New York Times durante cinco semanas. El éxito de la novela llevó a su autor a contar simultáneamente con el libro más vendido, con la película más taquillera (Jurassic Park ) y con la serie de mayor audiencia (ER ) en Estados Unidos, siendo la única persona que lo ha logrado.
La mayoría de las críticas fueron favorables. Christopher Lehmann-Haupt, crítico del New York Times, sostuvo que Acoso es:

una elaborada provocación de ira en la que mil fragmentos de venganza caen finalmente en su sitio, como si fuese lluvia ácida sobre un incendio forestal. En el entretanto, el Sr. Crichton también nos entretiene irrelevantemente con una compleja visión del futuro digital, que se completa con teléfonos móviles del tamaño de tarjetas de crédito, reproductores de CD-ROM que pueden almacenar 600 libros y entornos de bases de datos por los que se puede pasear virtualmente con la guía de un ángel servicial que los descifra sabiamente.

En una reseña que compara la novela con la adaptación cinematográfica de 1994, Nathan Rabin la critica negativamente, describiendo a Acoso como «detestable» y «casi ilegible», así como inferior a su versión cinematográfica. Rabin también criticó la caracterización de la novela, afirmando que «desde La rebelión de Atlas, ningún novelista se había alejado tanto del comportamiento humano plausible en su afán de hacer un confuso punto de ideológico».

## Adaptaciones cinematográficas

### Disclosure(1994)
El mismo año de su publicación (1994) se estrenó la adaptación cinematográfica de la novela, titulada Disclosure, la que fue protagonizada por Demi Moore, Michael Douglas, Donald Sutherland y Dennis Miller. Las críticas a la película fueron variadas, pero fue un éxito de taquilla, recaudando más de 214 millones de dólares a nivel mundial.

### Aitraaz(2004) yShrimathi(2011)
En 2004 se estrenó un remake indio de carácter no oficial, titulado Aitraaz. La película fue protagonizada por Akshay Kumar, Priyanka Chopra y Kareena Kapoor. En 2011, la versión india de la película se volvió a rodar en canarés con el título de Shrimathi.